# World Funeral
World Funeral es el octavo álbum de estudio de la banda sueca de black metal Marduk. Fue grabado y mezclado en los estudios The Abyss entre septiembre y noviembre y fue lanzado el 25 de marzo de 2003 a través de Blooddawn Production y Regain Records. La lista de canciones del álbum está organizada para crear un cambio dinámico de ritmos y atmósferas de las canciones, generalmente alternando entre un patrón de ritmos; rápido, lento, rápido, etc.. 
El balance entre canciones rápidas con canciones lentas decepcionó a muchos fanes, quienes esperaban un álbum al estilo Panzer Division Marduk. Muchos fanes supusieron que la banda había tomado un enfoque más «comercial» mientras que otros aplaudieron la forma de intercalar su sonido. World Funeral es el primer álbum de Marduk que cuenta con Emil Draguntinovic como baterista y el último en contar con Legion en la voz y B. War en el bajo, además de ser el último álbum en ser mezclado y grabado por Peter Tägtgren.
Se lanzó una edición de colección en vinilo negro con la imagen del LP. con tan solo 1500 ejemplares. También se lanzó un boxset en el 2006 a través de Roadrunner Records.

## Lista de canciones
| N.º | Título                              | Duración |  |
| 1.  | «With Satan and Victorious Weapons» | 3:51     |  |
| 2.  | «Bleached Bones»                    | 5:20     |  |
| 3.  | «Cloven Hoof»                       | 3:26     |  |
| 4.  | «World Funeral»                     | 3:31     |  |
| 5.  | «To the Death's Head True»          | 3:58     |  |
| 6.  | «Castrum Doloris»                   | 3:34     |  |
| 7.  | «Hearse»                            | 4:54     |  |
| 8.  | «Night of the Long Knives»          | 5:31     |  |
| 9.  | «Bloodletting»                      | 5:49     |  |
| 10. | «Blessed Unholy»                    | 5:02     |  |
| 11. | «Blackcrowned»                      | 2:18     |  |

| Bonus tracks |                                                 |          |  |
| N.º          | Título                                          | Duración |  |
| 12.          | «Phantasm» (Possessed cover; Japan bonus track) |          |  |
| 13.          | «The Black...» (Live; Japan bonus track)        |          |  |

## Trivia
- "Blackcrowned" es una versión "heavy metal" de A Clockwork Orange" del compositor de sintetizador inglés Wendy Carlos, que a su vez fue una reelaboración de "Music for the Funeral of Queen Mary" del compositor barroco inglés Henry Purcell. Algunos afirman que la banda utilizó una canción pregrabada doblada por las guitarras.
- El baterista Emil Dragutinovic reveló en entrevistas que World Funeral ha sido el álbum más divertido que ha hecho con alguna banda. Dragutinovic poco después dejó la banda debido a que mostró un desagrado por ellos después de que Legion dejara la banda además de que no podía llevarse bien con el nuevo vocalista, Mortuus.
- En una entrevista con la revista brasileña de rock Roadie Crew, el guitarrista Morgan Steinmeyer Håkansson dijo que el outro concluye con la idea del álbum, como una canción del funeral del propio mundo.
- Muchas películas de terror de culto supuestamente fueron empleadas como base para la canción "Hearse", además de que se hizo un video para la canción.
- El intro de "With Satan and Victorious Weapons" fue tomado de la película El nombre de la rosa del año 1986.
- Las últimas líneas de la letra de la canción "Blessed Unholy" fueron tomadas de la película El Exorcista III del año 1990.
- Una de las canciones lentas, "Castrum Doloris" es una versión en heavy metal de "Märk hur vår skugga" del poeta y compositor sueco Carl Michael Bellman. Aparentemente, las letras de "Castrum Doloris" son la versión en inglés del poema original de Bellman.

## Créditos
- Legion – voz, solos de guitarra
- Morgan Steinmeyer Håkansson – guitarra líder
- B. War – bajo
- Emil Dragutinovic – batería
- Peter Tägtgren – mezclas